# نورث لاپهم
نورث لاپهم (به انگلیسی: North Lopham) یک روستا و محله مدنی در بریتانیا است که در Breckland District واقع شده‌است. نورث لاپهم ۸٫۱۷ کیلومتر مربع مساحت و ۶۲۳ نفر جمعیت دارد.